# Exochus horridus
Exochus horridus là một loài tò vò trong họ Ichneumonidae.